# District d'Aral
Le  district d'Aral (en kazakh : Арал ауданы, en russe : Аральский район) est un district de l'Oblys de Kyzylorda au  Kazakhstan. 

## Géographie
Son centre administratif est la localité de Aralsk. 

## Démographie
En 2013, la population est estimée à 74 689 habitants.